# Parasola auricoma
Parasola auricoma es una especie de hongo en la familia Psathyrellaceae. Fue descrito por primera vez en 1886, la especie se encuentra en Europa, Japón, y América del Norte.
Los pequeños cuerpos fructíferos con forma de paraguas crecen en césped o pilas de trocitos de madera y vive poco, por lo general unas pocas horas. Los sombreros alcanzan unos 6 cm de diámetro, inicialmente son elípticos antes de aplanarse, y de color marrón rojizo a grisáceo, dependiendo de su edad e hidratación. Tiene ranuras radiales que se extienden desde el centro hasta el borde del sombrero. Los estipe son esbeltos y blancuzcos midiendo 12 cm de largo y unos pocos mm de espesor. A nivel microscópico, P. auricoma se caracteriza por la presencia de "setas" (cerdas de paredes gruesas) en la cutícula del sombrero. Esta característica, además de las esporas elipsoides relativamente grandes, se puede usar para distinguirlo de otras especies morfológicamente similares de Parasola.

## Descripción

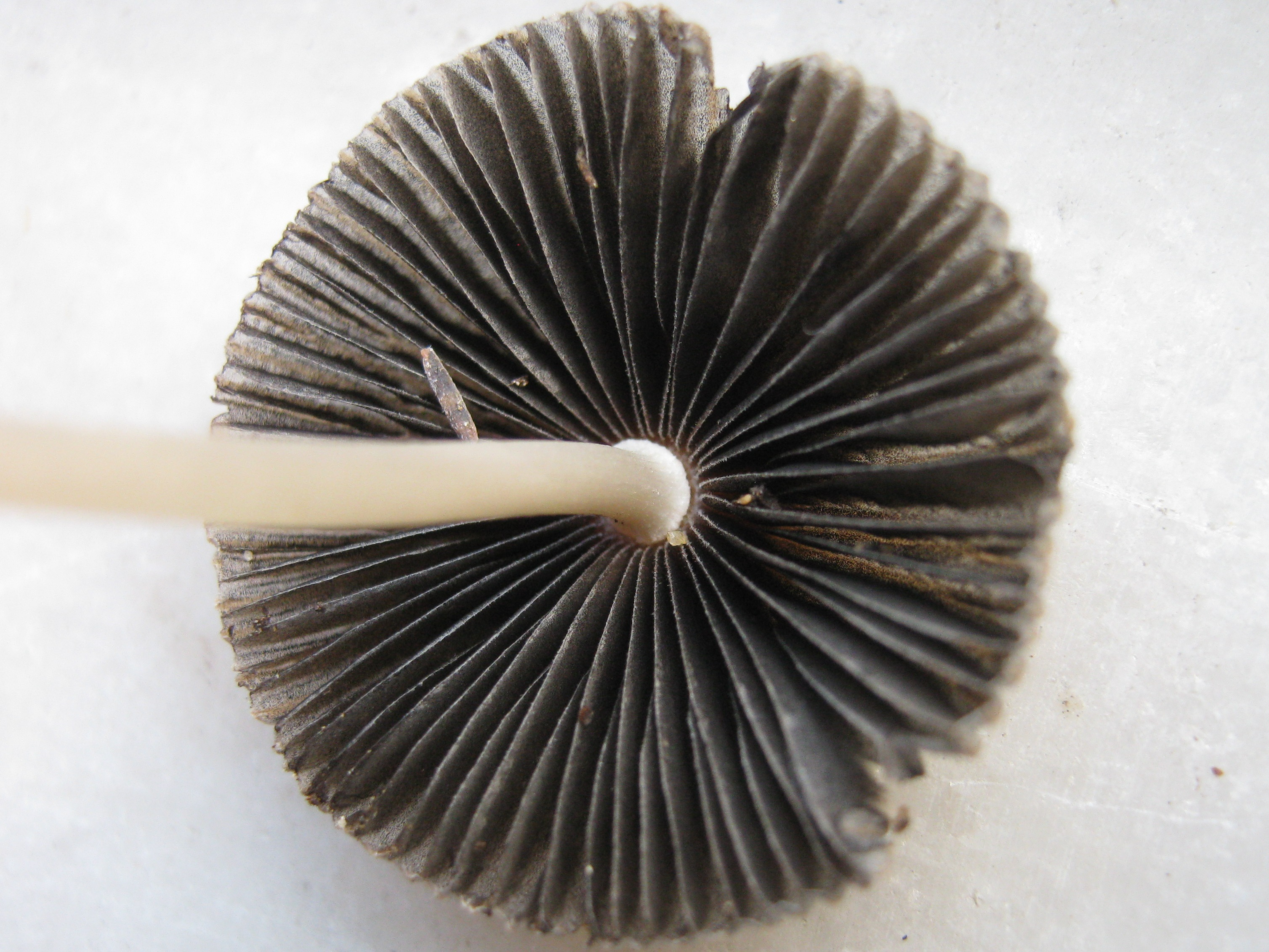
Las laminillas maduras son de color marrón grisáceo a negruzco.

El hongo produce cuerpos fructíferos con sombreros que inicialmente tienen forma de huevo con márgenes curvados hacia adentro; a medida que el sombrero se expande, se vuelve cónico y eventualmente plano o ligeramente deprimido en el centro, llegando a alcanzar un diámetro de 6 cm. Los cuerpos fructíferos son higrófagos, por lo que cambiarán de color según su estado de hidratación. Cuando los cuerpos fructíferos son jóvenes y frescos, los sombreros son de color marrón rojizo y pueden brillar, especialmente si están mojados. A medida que el hongo madura, el borde exterior del sombrero adquiere un color grisáceo mientras que el centro permanece marrón rojizo. Las ranuras radiales se extienden desde el centro del sombrero hasta los márgenes. Los sombreros poseen cerdas diminutas que son visibles con una lupa.
Las laminillas no están adheridas al tallo y tienen un ancho de 0.2–0.4 cm. Inicialmente son blancas antes de volverse marrón grisáceo, y eventualmente se vuelven negruzcas con un margen oscuro a medida que las esporas maduran. A diferencia de otros hongos coprinoides, las laminillas no se auto digieren, un proceso por el cual las laminillas se disuelven en una masa negra como la tinta al liberar sus esporas. El tallo blanquecino es de hasta 12 cm de largo y 0,4 cm de grosor, hueco y frágil. Los cuerpos fructíferos jóvenes pueden tener abundantes cerdas e paredes gruesas en la base del tallo, pero estos generalmente desaparecen a medida que el hongo madura. La carne es delgada, frágil, de color amarillento a marrón y carece de cualquier olor o sabor apreciable. La esporada es de color negro parduzco. La comestibilidad de P. auricoma no se conoce con certeza, pero los cuerpos fructíferos son pequeños e insustanciales.

## Hábitat y distribución
Parasola auricoma es una especie saprotrófica, y por lo tanto obtiene sus nutrientes de descomponer materia orgánica y producir moléculas más simples. Los cuerpos fructíferos crecen solos o en grupos, a menudo de muchos ejemplares, a la vera de caminos con bosques caducifolios o en zonas con pastos. La vida del hongo es breve, por lo general unas pocas horas antes de colapsar. Común en Europa y América del Norte (incluido Hawái), se lo ha encontrado también en Japón. En Europa, los cuerpos fructíferos aparecen principalmente en primavera y verano, mientras que en América del Norte, los cuerpos fructíferos aparecen a fines del verano y otoño, luego de las lluvias.